# Richard Campeau
Pour les articles homonymes, voir Campeau.
 (octobre 2018).
Si vous disposez d'ouvrages ou d'articles de référence ou si vous connaissez des sites web de qualité traitant du thème abordé ici, merci de compléter l'article en donnant les références utiles à sa vérifiabilité et en les liant à la section « Notes et références ».
Richard Campeau, né en 1954 à Montréal, est un ingénieur chimique et homme politique québécois. 
De 2018 à 2022, il est député de la circonscription provinciale de Bourget (renommée Camille-Laurin en 2022).

## Biographie
Né en 1954 à Montréal, Richard Campeau obtient un diplôme d’études collégiales en sciences pures au Collège de Bois-de-Boulogne. Il est également diplômé de l'École Polytechnique de Montréal en génie chimique, en plus d'obtenir un certificat en administration à l'Université du Québec à Hull (UQAH). 
Il entame sa carrière en tant qu'ingénieur de contrôle chez Canadian International Paper à Hawkesbury en Ontario. Il est ensuite assistant-surintendant de la papetière MacLaren de Thurso, devenue par la suite Noranda Forest, puis directeur technique. Il travaille par la suite chez SNC-Lavalin en tant que directeur du processus — pâtes et papiers. Il est également directeur adjoint des ventes pour Kvaerner Pulping et directeur de projet chez KSH Solutions Inc.
En 2018, il est élu député caquiste à l'Assemblée nationale du Québec de la circonscription de Bourget. Il est adjoint parlementaire au ministre de l'Environnement et de la Lutte contre les changements climatiques du 7 novembre 2018 au 28 août 2022. Il est défait en 2022.

## Résultats électoraux
|                                                                                                 | Nom                       | Parti              | Nombre de voix | %      | Maj.  |
| ----------------------------------------------------------------------------------------------- | ------------------------- | ------------------ | -------------- | ------ | ----- |
|                                                                                                 | Paul St-Pierre Plamondon  | Parti québécois    | 11 959         | 41,7 % | 2 794 |
|                                                                                                 | Richard Campeau (sortant) | Coalition avenir   | 9 165          | 31,9 % | -     |
|                                                                                                 | Christina Eyangos         | Libéral            | 4 724          | 16,5 % | -     |
|                                                                                                 | Christos Karteris         | Conservateur       | 1 869          | 6,5 %  | -     |
|                                                                                                 | Bourama Keita             | Vert               | 641            | 2,2 %  | -     |
|                                                                                                 | Jean-Pierre Émond         | Climat Québec      | 241            | 0,8 %  | -     |
|                                                                                                 | Grace St-Gelais           | Démocratie directe | 49             | 0,2 %  | -     |
|                                                                                                 | Charles Mc Nicoll         | Équipe autonomiste | 42             | 0,1 %  | -     |
| Total                                                                                           | Total                     | Total              | 28 690         | 100 %  |       |
| Le taux de participation lors de l'élection était de 63,4 % et 2 728 bulletins ont été rejetés. |                           |                    |                |        |       |

|                                                                                               | Nom                     | Parti               | Nombre de voix | %      | Maj. |
| --------------------------------------------------------------------------------------------- | ----------------------- | ------------------- | -------------- | ------ | ---- |
|                                                                                               | Richard Campeau         | Coalition avenir    | 8 870          | 27,6 % | 500  |
|                                                                                               | Maka Kotto (sortant)    | Parti québécois     | 8 370          | 26 %   | -    |
|                                                                                               | Marlène Lessard         | Québec solidaire    | 7 865          | 24,4 % | -    |
|                                                                                               | Vincent Girard          | Libéral             | 6 074          | 18,9 % | -    |
|                                                                                               | Marieke Hassell-Crépeau | Vert                | 719            | 2,2 %  | -    |
|                                                                                               | Dany Roy                | Citoyens au pouvoir | 200            | 0,6 %  | -    |
|                                                                                               | Claude Brunelle         | Marxiste-léniniste  | 80             | 0,2 %  | -    |
| Total                                                                                         | Total                   | Total               | 32 178         | 100 %  |      |
| Le taux de participation lors de l'élection était de 64,9 % et 594 bulletins ont été rejetés. |                         |                     |                |        |      |